# Clima da Carolina do Norte

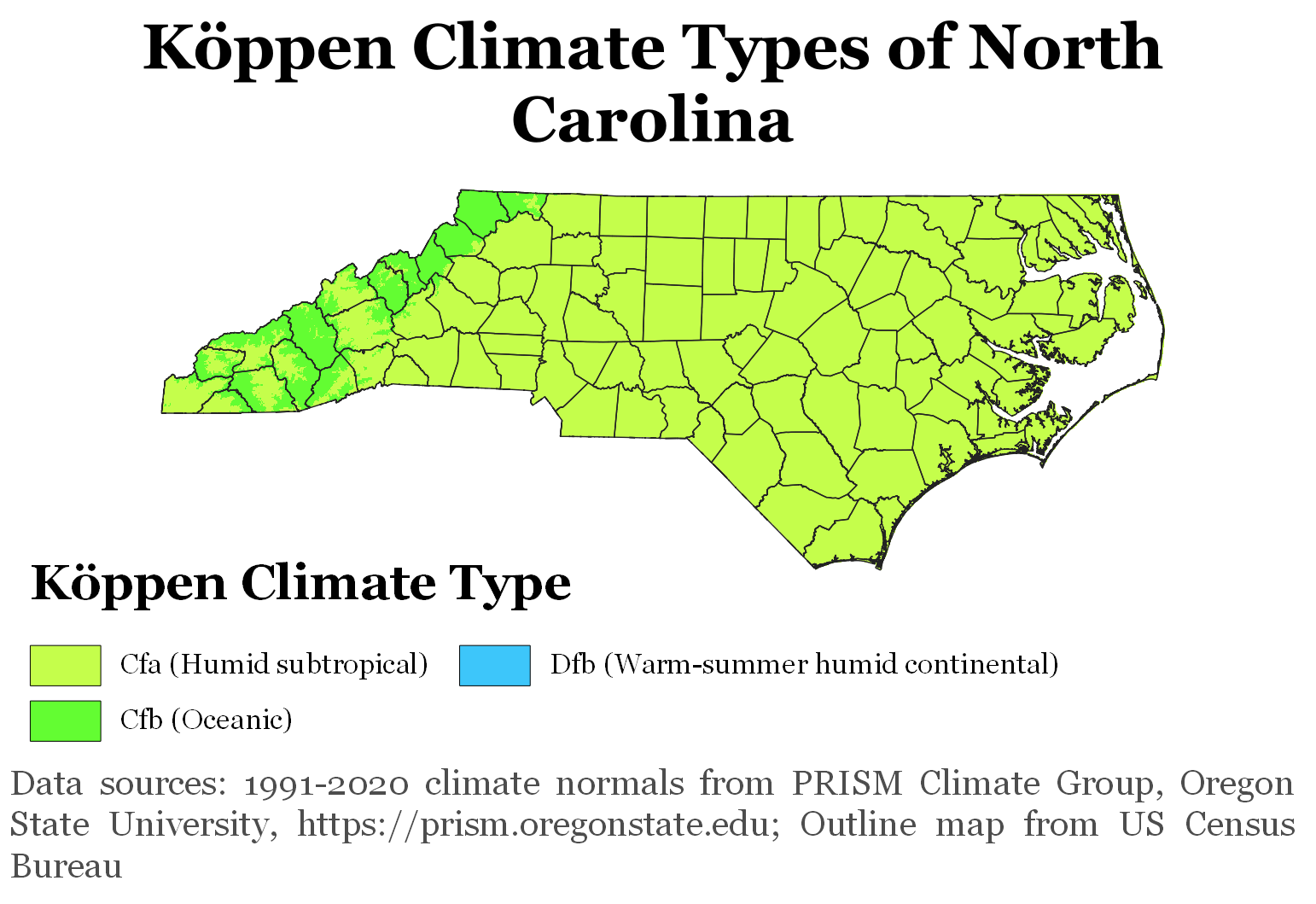
Tipos climáticos de Köppen da Carolina do Norte, usando as en de 1991-2020.

O clima da Carolina do Norte é variado, desde a costa do Atlântico, no leste, até a cadeia de montanhas dos Apalaches, no oeste. As montanhas geralmente funcionam como um “escudo”, impedindo que as baixas temperaturas e as tempestades do Meio-Oeste entrem no Piemonte [en] e na Planície Costeira [en] da Carolina do Norte.
A maioria do estado tem um clima subtropical úmido (classificação climática de Köppen Cfa), exceto nas elevações mais altas dos Apalaches, que têm um clima subtropical de terras altas (Köppen Cfb).
As zonas de rusticidade do USDA para o estado variam da Zona 5B (-26,1 °C a -23,3 °C) nas montanhas à Zona 9A (-7 °C a -4 °C) ao longo das porções mais orientais da costa. Na maioria das áreas do estado, as temperaturas em julho durante o dia são de aproximadamente 32 °C. Em janeiro, as temperaturas médias diurnas podem variar muito em todo o estado, indo de aproximadamente 4 °C nas elevações mais altas dos Apalaches, perto de 50 °F (10 °C) na região de Piedmont e perto de 6 °C ao longo das áreas costeiras do sudeste do estado.

## Precipitação
Há uma média de 1143 mm de chuva por ano (1270 mm em regiões montanhosas). As tempestades de julho são responsáveis por grande parte dessa precipitação. Até 15% da precipitação durante a estação quente nas Carolinas pode ser atribuída a ciclones tropicais. As montanhas costumam ter alguma neve no outono e no inverno. Os ventos úmidos do sudoeste despejam uma média de 2.000 mm de precipitação no lado oeste das montanhas, enquanto as encostas voltadas para o nordeste têm uma média de menos da metade dessa quantidade.
| Precipitação média mensal |        |        |        |       |        |        |        |        |        |        |        |        |          |
| Cidade                    | Jan    | Fev    | Mar    | Abr   | Mai    | Jun    | Jul    | Ago    | Set    | Out    | Nov    | Dez    | Total    |
| Asheville                 | 66 mm  | 79 mm  | 100 mm | 84 mm | 74 mm  | 89 mm  | 86 mm  | 100 mm | 79 mm  | 69 mm  | 66 mm  | 69 mm  | 970 mm   |
| Cabo Hatteras             | 140 mm | 100 mm | 120 mm | 81 mm | 97 mm  | 110 mm | 120 mm | 160 mm | 130 mm | 130 mm | 120 mm | 110 mm | 1 450 mm |
| Charlotte                 | 94 mm  | 94 mm  | 120 mm | 76 mm | 91 mm  | 89 mm  | 97 mm  | 100 mm | 84 mm  | 81 mm  | 79 mm  | 84 mm  | 1 100 mm |
| Greensboro                | 79 mm  | 76 mm  | 94 mm  | 91 mm | 86 mm  | 94 mm  | 110 mm | 99 mm  | 110 mm | 79 mm  | 79 mm  | 76 mm  | 1 070 mm |
| Raleigh                   | 89 mm  | 89 mm  | 94 mm  | 71 mm | 97 mm  | 91 mm  | 110 mm | 110 mm | 79 mm  | 76 mm  | 74 mm  | 79 mm  | 1 060 mm |
| Wilmington                | 91 mm  | 89 mm  | 110 mm | 74 mm | 110 mm | 140 mm | 200 mm | 180 mm | 140 mm | 84 mm  | 84 mm  | 89 mm  | 1 400 mm |

### Neve

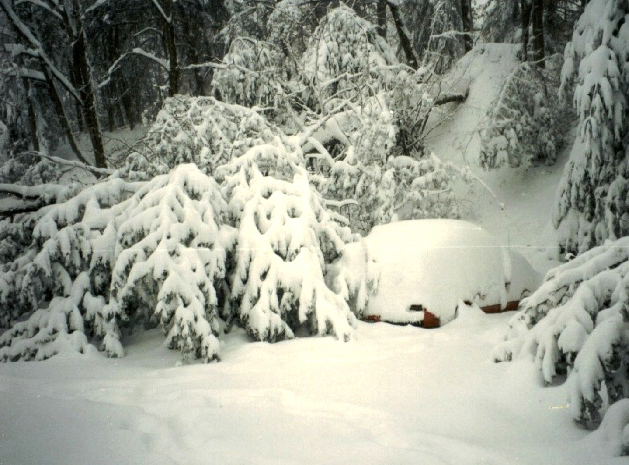
Uma árvore derrubada em Asheville, Carolina do Norte, causada pela queda de neve da Tempestade do Século de 1993

A neve na Carolina do Norte é vista regularmente nas montanhas. A Carolina do Norte tem uma média de 130 mm de neve por temporada de inverno. Entretanto, isso varia muito em todo o estado. Ao longo da costa, a maioria das áreas registra menos de 51 mm por ano, enquanto a capital do estado, Raleigh, tem uma média de 150 mm. Mais a oeste, na região de Piedmont-Triad, a média aumenta para aproximadamente 230 mm. A área de Charlotte tem uma média de aproximadamente 130 mm. A cidade de Boone, localizada em uma altitude de aproximadamente 1 km na parte noroeste do estado, recebe, em média, quase 635 mm de neve por ano. As montanhas no oeste atuam como uma barreira, impedindo que a maioria das tempestades de neve entre no Piemonte. Quando a neve consegue passar pelas montanhas, geralmente é leve e raramente fica no solo por mais de dois ou três dias. Entretanto, várias tempestades despejaram 460 mm ou mais de neve em áreas normalmente quentes. A Tempestade do Século de 1993, que durou de 11 a 15 de março, afetou locais do Canadá à América Central e trouxe neve excepcionalmente pesada para a Carolina do Norte. Newfound Gap recebeu mais de 0,91 m de neve com desvios de mais de 1,5 m, enquanto Monte Mitchell mediu mais de 1,2 m de neve com desvios de 4,3 m. A maior parte da parte noroeste do estado recebeu algo entre 0,61 m e 0,91 m de neve.
Outra nevasca significativa atingiu a área de Raleigh em janeiro de 2000, quando mais de 510 mm de neve caíram. Houve também uma forte nevasca totalizando 460 mm que atingiu a área de Wilmington em 22 e 23 de dezembro de 1989. Essa tempestade afetou apenas a costa do sudeste dos EUA, até o sul de Savannah, Geórgia, com pouca ou nenhuma neve medida a oeste da I-95. A maioria das grandes nevadas que afetam as áreas a leste das montanhas vem de ciclones extratropicais que se aproximam do sul, atravessando a Geórgia e a Carolina do Sul, e se deslocam para a costa da Carolina do Norte ou da Carolina do Sul. Essas tempestades jogam normalmente a umidade do Golfo ou do Atlântico sobre o ar frio do Ártico no nível do solo, geralmente impulsionado para o sul a partir da alta pressão do Ártico sobre os estados do nordeste ou da Nova Inglaterra. Se as tempestades se deslocarem o suficiente para o leste, a neve se limitará à parte leste do estado (como na tempestade de 22-23 de dezembro de 1989 e na tempestade de 4 de janeiro de 2018, que deixou cair 5 cm em Cape Hatteras, mas praticamente nenhuma neve no interior da Carolina do Norte). Se os ciclones passarem perto da costa, o ar quente será puxado para o leste da Carolina do Norte devido ao aumento do fluxo do Oceano Atlântico mais ameno, trazendo uma linha de chuva/neve para o interior, com neve pesada restrita ao Piemonte, aos contrafortes e às montanhas, como na tempestade de 22 de janeiro de 1987, que deixou cair 15 cm em Charlotte. Se a tempestade seguir para o interior do leste da Carolina do Norte, a linha de chuva/neve se estenderá entre Raleigh e Greensboro.
| Queda de neve média mensal |        |        |        |        |     |     |     |     |     |     |         |        |        |
| Cidade                     | Jan    | Fev    | Mar    | Abr    | Mai | Jun | Jul | Ago | Set | Out | Nov     | Dez    | Total  |
| Asheville                  | 12 cm  | 12 cm  | 7,6 cm | 1,8 cm | -   | -   | -   | -   | -   | -   | 1,8 cm  | 5,1 cm | 40 cm  |
| Cabo Hatteras              | 1,0 cm | 1,5 cm | 1,0 cm | -      | -   | -   | -   | -   | -   | -   | -       | 1,5 cm | 5,1 cm |
| Charlotte                  | 5,1 cm | 4,3 cm | 3,0 cm | -      | -   | -   | -   | -   | -   | -   | 0,25 cm | 1,3 cm | 14 cm  |
| Greensboro                 | 8,6 cm | 6,1 cm | 2,0 cm | -      | -   | -   | -   | -   | -   | -   | 0,25 cm | 2,0 cm | 19 cm  |
| Raleigh                    | 5,6 cm | 6,6 cm | 3,3 cm | -      | -   | -   | -   | -   | -   | -   | 0,25 cm | 2,0 cm | 18 cm  |
| Wilmington                 | 1,0 cm | 1,3 cm | 1,0 cm | -      | -   | -   | -   | -   | -   | -   | -       | 1,5 cm | 4,8 cm |

## Ciclones tropicais

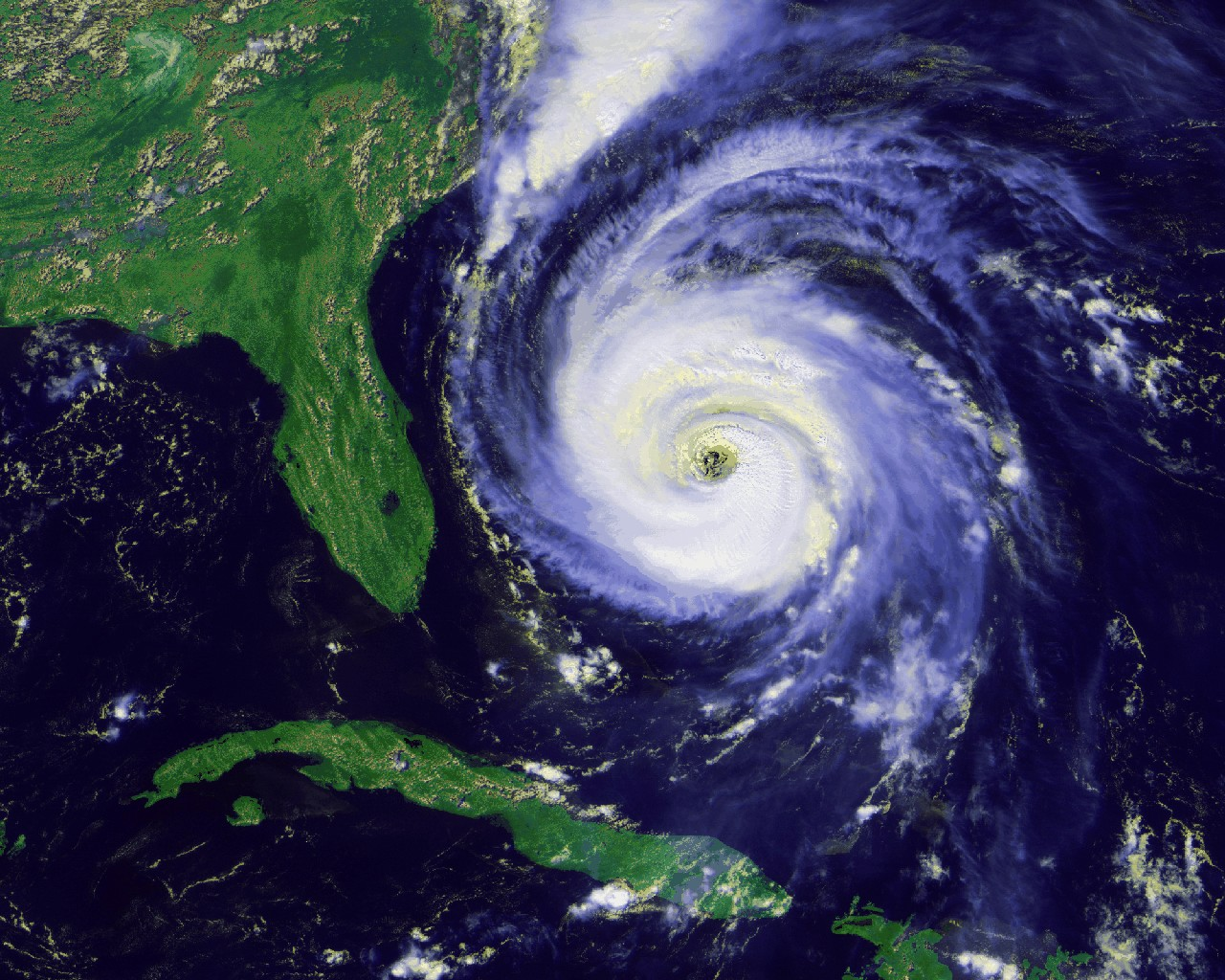
Furacão Fran

Localizada ao longo da costa do Atlântico, muitos furacões que vêm do Mar do Caribe viajam pela costa leste dos Estados Unidos, passando pela Carolina do Norte.

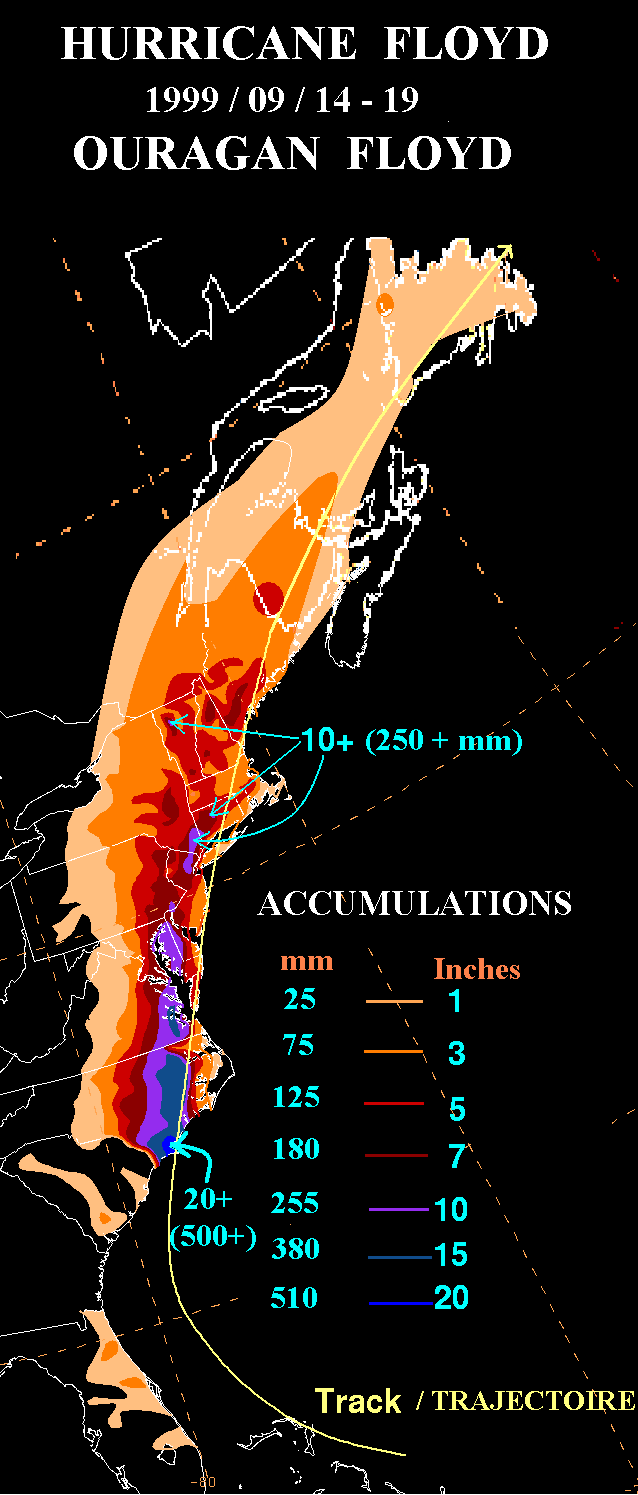
Precipitação do furacão Floyd em 1999

Em 15 de outubro de 1954, o furacão Hazel atingiu a Carolina do Norte e, na época, era um furacão de categoria 4 na escala de furacões Saffir-Simpson. O Hazel causou danos significativos devido a seus fortes ventos. Uma estação meteorológica em Oak Island relatou ventos máximos sustentados de 230 km/h, enquanto em Raleigh foram medidos ventos de 140 km/h. O furacão causou 19 mortes e destruição significativa. Uma pessoa em Long Beach afirmou que “dos 357 edifícios que existiam na cidade, 352 foram totalmente destruídos e os outros cinco danificados”. O Hazel foi descrito como “a tempestade mais destrutiva da história da Carolina do Norte” em um relatório de 1989. O Hazel continua sendo o único furacão de categoria 4 a atingir a Carolina do Norte.
Em 1996, o furacão Fran atingiu a Carolina do Norte como um furacão de categoria 3. Fran causou danos significativos com ventos e enchentes. A velocidade máxima sustentada dos ventos do Fran foi de 185 km/h, enquanto a costa da Carolina do Norte registrou ondas de 2,4 m a 3,7 m acima do nível do mar. O valor dos danos causados pelo Fran variou de US$ 1,275 a US$ 2 bilhões na Carolina do Norte.
Em 2018, o furacão Florence atingiu a Carolina do Norte como um furacão de categoria 1. Embora tenha sido um furacão de baixa intensidade ao atingir a costa em termos de velocidade do vento, o movimento lento do Florence antes e depois da costa contribuiu para a persistência destrutiva de faixas de chuva sobre a Carolina do Norte entre Wilmington e Elizabethtown. A formação de faixas de chuva nas mesmas áreas levou a uma faixa de acúmulos de chuva superiores a 760 mm, e os totais de chuva ultrapassaram 250 mm em grande parte do sudeste e centro-sul da Carolina do Norte. Um total máximo de chuva de 913 mm foi registrado a cerca de 11 km a noroeste de Elizabethtown, estabelecendo um novo recorde estadual para o maior acúmulo de chuva resultante de um ciclone tropical.:7 O furacão também provocou 27 tornados na Carolina do Norte.:8 Os danos em todo o estado chegaram a um valor estimado de US$ 17 bilhões, mais do que os danos combinados do furacão Floyd e do furacão Matthew no estado, conforme o governador Roy Cooper. As perdas estimadas com seguros na Carolina do Norte variaram entre US$ 2,8 e 5 bilhões. As inundações relacionadas aos furacões danificaram cerca de 75.000 estruturas, muitas das quais já haviam sido danificadas pelo furacão Matthew apenas dois anos antes.
Em 2024, a Carolina do Norte foi severamente afetada pelo furacão Helene, principalmente na região dos Apalaches ocidentais, causando mais de 100 mortes e destruição significativa de infraestrutura e áreas residenciais em vários condados. Após atingir a região de Big Bend, na Flórida, em 27 de setembro, o furacão começou a atravessar a Geórgia como um furacão de categoria 2 e a cadeia montanhosa dos Apalaches como uma forte tempestade tropical, levando chuvas recordes a dezenas de comunidades no oeste da Carolina do Norte, incluindo Asheville, Boone, Chimney Rock, Lake Lure, Lansing, Montreat e Swannanoa.
Como resultado das chuvas históricas, vários rios da região transbordaram e inundaram comunidades inteiras, destruindo casas e infraestrutura e cortando os serviços de energia e comunicação em vários condados por períodos prolongados. Além disso, várias represas foram rompidas e deslizamentos de terra ocorreram em toda a região, piorando os danos existentes.
Segundo o meteorologista Ben Noll, o furacão Helene liberou quase 1,5 vez mais umidade no oeste da Carolina do Norte do que em qualquer outro evento anterior registrado na região, com uma quantidade de transporte de vapor integrado estimada em cerca de 3.000 quilogramas por metro por segundo. O Helene superou o recorde anterior de 1.883 kg/m/s. A quantidade de umidade e precipitação depositada na região foi considerada excepcional devido à sua localização no interior, longe da costa leste e da costa do Golfo.
O Escritório Climático do Estado da Carolina do Norte, na Universidade Estadual da Carolina do Norte, informou que a estação meteorológica de Monte Mitchell registrou 620 mm de precipitação. O escritório se referiu ao total como “fora dos padrões”, comparando-o com 420 mm de precipitação, que é uma inundação que ocorre uma vez em 1.000 anos [en] na área. O Aeroporto Regional de Asheville [en] registrou 492 mm de precipitação antes de uma falha de comunicação. Uma estação meteorológica do Serviço Florestal da Carolina do Norte registrou o recebimento de 796 mm de chuva de 25 a 27 de setembro, o que exigiu uma verificação adicional.

### Chuva
Chuvas fortes acompanham os ciclones tropicais e seus remanescentes que se deslocam para o nordeste a partir da costa do Golfo do México, bem como para o interior a partir do Oceano Atlântico subtropical ocidental. Nos últimos 30 anos, o ciclone tropical mais úmido a atingir o estado foi o furacão Florence, em setembro de 2018, que deixou cair mais de 35 polegadas de chuva a noroeste de Elizabethtown. Durante os furacões Hazel e Fran, a principal força de destruição foi a precipitação. Antes de o furacão Floyd chegar à Carolina do Norte, o estado já havia recebido grandes quantidades de chuva do furacão Dennis, menos de duas semanas antes do Floyd. Isso saturou grande parte do solo do oeste da Carolina do Norte e permitiu que as fortes chuvas do furacão Floyd se transformassem em enchentes. Mais de 35 pessoas morreram em decorrência do Floyd. Nas montanhas, o furacão Frances, em setembro de 2004, foi quase tão úmido quanto o Floyd, trazendo mais de 23 polegadas de chuva para o Monte Mitchell.

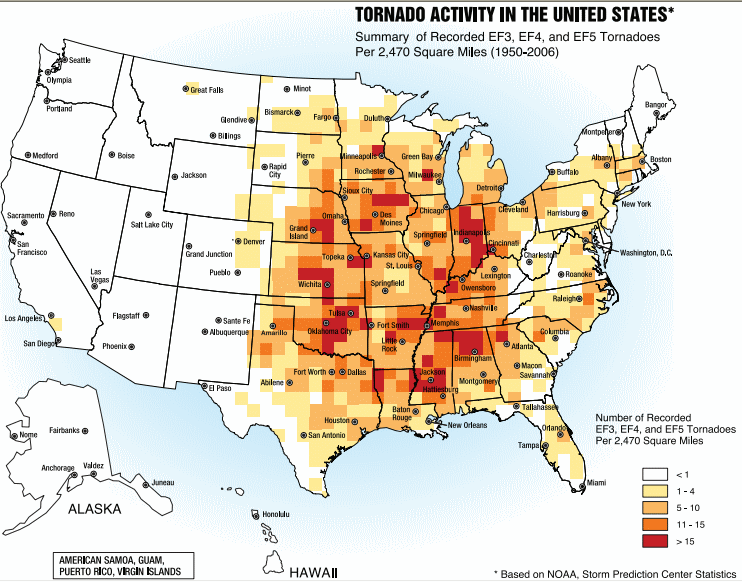
Atividade de tornados nos Estados Unidos

## Clima severo
Na maioria dos anos, a maior perda econômica relacionada ao clima ocorrida na Carolina do Norte deve-se ao clima severo gerado pelas tempestades de verão. Essas tempestades afetam áreas limitadas, sendo que o granizo e o vento são responsáveis por uma perda média anual de mais de US$ 5 milhões.
A Carolina do Norte registra uma média de 31 tornados por ano, sendo que maio é o mês com mais tornados, com uma média de 5. Junho, julho e agosto têm uma média de 3 tornados. A média em setembro aumenta um pouco, com uma média de 4. De setembro até o início de novembro, a Carolina do Norte pode sofrer com episódios climáticos menores, porém severos. Embora a temporada de clima severo geralmente se estenda de março a maio, tornados já atingiram a Carolina do Norte em todos os meses do ano. Em 28 de novembro de 1988, um tornado F4 matutino atingiu o noroeste de Raleigh, continuando por mais 84 milhas, matando 4 pessoas e ferindo 157. Em 6 de fevereiro de 2020, tempestades severas atingiram a Carolina do Norte, com um tornado começando no Condado de Rowan, ao norte de Charlotte. À medida que se deslocava para o norte, a velocidade dos ventos aumentava para 30 milhas por hora. Às 16h00, horário local, 100.000 pessoas estavam sem energia e avisos de inundação rápida estavam em vigor em grande parte da área devido às fortes chuvas. Após o evento inicial, um alerta de inundação permaneceu em vigor até 13 de fevereiro, como resultado dos solos saturados.

## Mudanças

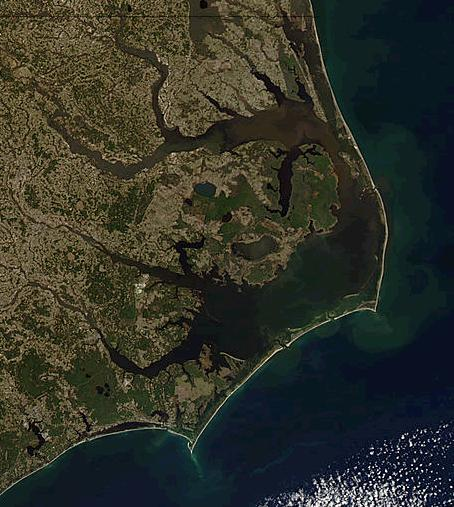
Grande parte dos Outer e en da Carolina do Norte poderá ficar no nível do mar ou abaixo dele.

Espera-se que o litoral da Carolina do Norte suba entre um e quatro pés no próximo século devido a uma combinação de aquecimento dos oceanos, derretimento do gelo e subsidência da terra. As temperaturas na Carolina do Norte aumentaram desde a Revolução Industrial. Nos últimos 100 anos, a temperatura média em Chapel Hill subiu 0,7 °C e a precipitação em algumas partes do estado aumentou em 5%. Por volta do ano 2080, “é provável que as temperaturas subam acima de 35 °C aproximadamente 20 a 40 dias por ano na maior parte do estado, em comparação com cerca de 10 dias por ano” em 2016.

## Condições sazonais

### Inverno
No inverno, a Carolina do Norte é um pouco protegida pelas Montanhas Apalaches a oeste. As frentes frias vindas do Canadá geralmente têm sua intensidade reduzida pelas montanhas. Entretanto, ocasionalmente, o ar frio pode se deslocar do norte ou nordeste, a leste dos Apalaches, a partir de sistemas de alta pressão do Ártico que se instalam sobre os estados do nordeste ou da Nova Inglaterra. Outros surtos polares e árticos podem atravessar as montanhas e forçar as temperaturas a caírem para cerca de -11 °C na região central da Carolina do Norte. Ainda assim, temperaturas abaixo de zero graus Fahrenheit são extremamente raras fora das montanhas. A temperatura mais fria já registrada na Carolina do Norte foi de -37 °C em 21 de janeiro de 1985, no Monte Mitchell. As temperaturas de inverno no litoral são mais amenas devido à influência do aquecimento do Oceano Atlântico e da Corrente do Golfo. A temperatura média do oceano em Southport em janeiro ainda é mais alta do que a temperatura média do oceano no Maine em julho. A neve é comum nas montanhas, embora muitos resorts de esqui usem equipamentos de fabricação de neve para garantir que sempre haja neve em suas terras. A umidade relativa da Carolina do Norte é mais alta no inverno.

### Primavera
Os tornados são mais prováveis na primavera. Grandes surtos de tornados afetaram partes do leste da Carolina do Norte em 28 de março de 1984 e 16 de abril de 2011. O mês de maio registra o maior aumento de temperatura. Durante a primavera, há dias quentes e noites frias no Piemonte. As temperaturas são um pouco mais frias nas montanhas e mais quentes, especialmente à noite, perto da costa. A umidade da Carolina do Norte é mais baixa na primavera.

### Verão

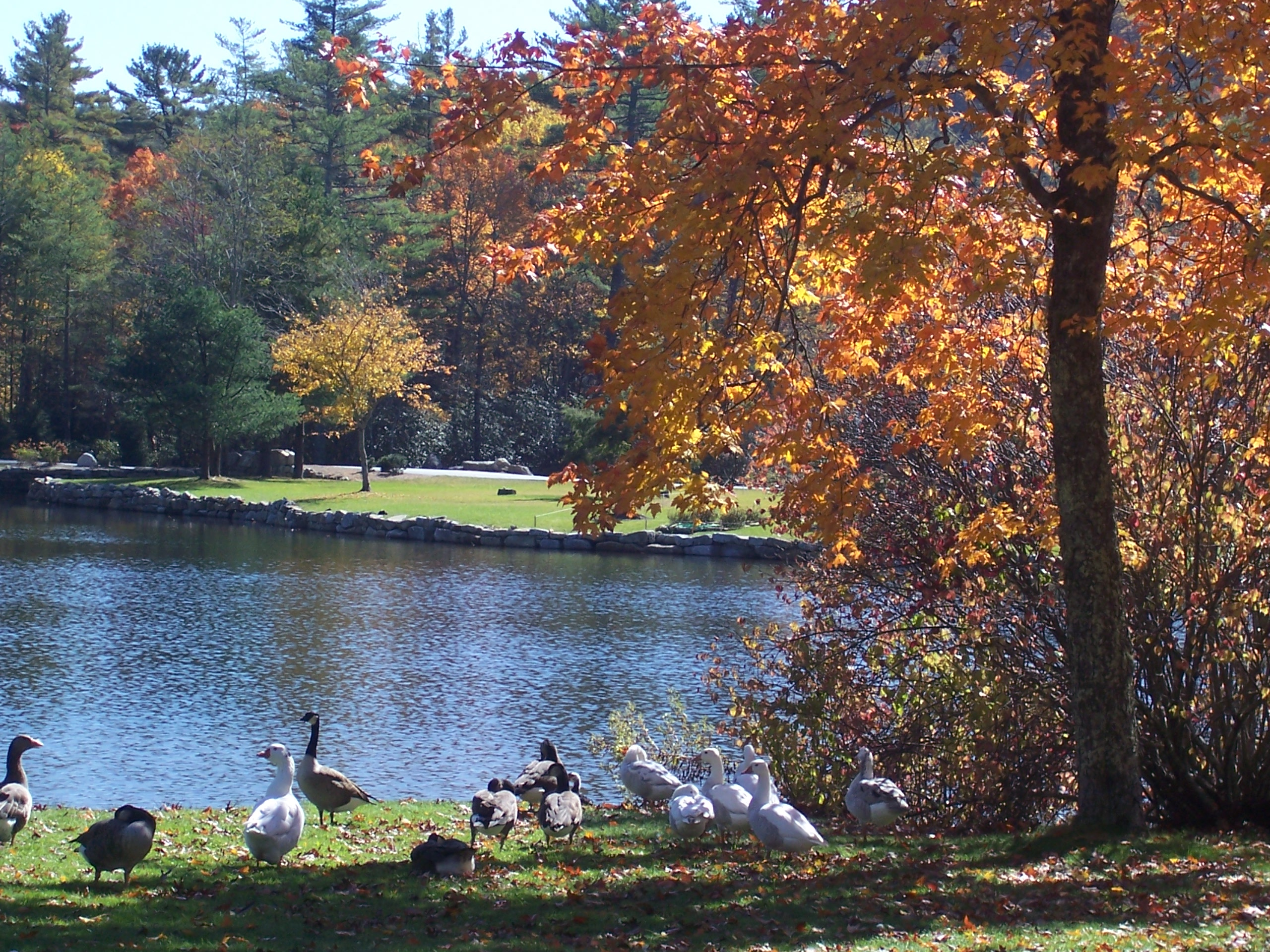
Harris Lake em Highlands, Carolina do Norte, durante o outono

A Carolina do Norte registra altas temperaturas no verão. Às vezes, o ar frio e seco do norte invade a Carolina do Norte por breves períodos de tempo, com as temperaturas se recuperando rapidamente. Permanece mais frio em altitudes elevadas, com a temperatura média de verão em Monte Mitchell sendo de 20 °C. As temperaturas matinais são, em média, 12 °C mais baixas do que as temperaturas vespertinas, exceto ao longo da costa atlântica. A maior perda econômica causada pelo clima severo na Carolina do Norte deve-se a tempestades severas no verão, embora elas geralmente atinjam apenas pequenas áreas. Os ciclones tropicais também podem afetar o estado durante o verão. Os nevoeiros também são frequentes no verão.

### Outono
O outono é a estação que muda mais rapidamente em termos de temperatura, especialmente em outubro e novembro. Os ciclones tropicais continuam sendo uma ameaça até o final da estação. As Montanhas Apalaches são frequentemente visitadas nessa época do ano, devido à mudança de cor das folhas das árvores.

### Oscilação Sul
Durante os eventos do El Niño, as temperaturas no inverno e no início da primavera são mais frias do que a média, com precipitação acima da média nas partes central e leste do estado e clima mais seco na parte oeste. O La Niña geralmente traz temperaturas mais quentes do que a média, com precipitação acima da média na parte oeste do estado, enquanto as regiões central e costeira permanecem mais secas do que a média.

## Dados climáticos
| Building      | Jan       | Fev       | Mar      | Abr       | Mai       | Jun       | Jul       | Ago       | Set       | Out       | Nov       | Dez       |
| ------------- | --------- | --------- | -------- | --------- | --------- | --------- | --------- | --------- | --------- | --------- | --------- | --------- |
| Asheville     | 7,8/-3,3  | 10,0/-2,2 | 14,4/1,7 | 18,9/5,6  | 23,3/10,6 | 26,7/14,4 | 28,3/17,2 | 27,8/16,7 | 24,4/12,8 | 19,4/6,1  | 13,9/1,7  | 9,4/-1,7  |
| Cabo Hatteras | 12,2/3,9  | 12,8/3,9  | 15,6/6,7 | 20,0/11,1 | 23,9/15,6 | 27,8/20,0 | 29,4/22,8 | 29,4/22,2 | 27,2/20,0 | 22,8/15,0 | 18,3/10,0 | 13,9/6,1  |
| Charlotte     | 10,6/0,0  | 13,3/1,1  | 17,8/5,6 | 22,8/9,4  | 26,7/14,4 | 30,6/18,9 | 32,2/21,7 | 31,1/20,6 | 27,8/17,2 | 22,8/10,6 | 17,2/5,6  | 12,2/1,7  |
| Greensboro    | 8,3/-2,2  | 11,1/-0,6 | 15,6/3,3 | 21,1/7,8  | 25,0/12,8 | 28,9/17,8 | 31,1/20,0 | 30,0/19,4 | 26,1/15,6 | 21,1/8,9  | 15,6/3,9  | 10,6/-0,6 |
| Raleigh       | 10,0/-1,1 | 12,2/0,0  | 16,7/3,9 | 22,2/7,8  | 26,1/12,8 | 30,0/17,8 | 31,7/20,0 | 30,6/19,4 | 27,2/16,1 | 22,2/8,9  | 16,7/4,4  | 11,7/0,6  |
| Wilmington    | 13,3/2,2  | 15,6/3,3  | 18,9/6,7 | 23,3/10,6 | 27,2/15,6 | 30,0/20,0 | 32,2/22,2 | 31,1/21,7 | 28,9/18,9 | 24,4/12,2 | 20,0/7,2  | 15,6/3,3  |

| Dados climatológicos para Charlotte            | Dados climatológicos para Charlotte | Dados climatológicos para Charlotte | Dados climatológicos para Charlotte | Dados climatológicos para Charlotte | Dados climatológicos para Charlotte | Dados climatológicos para Charlotte | Dados climatológicos para Charlotte | Dados climatológicos para Charlotte | Dados climatológicos para Charlotte | Dados climatológicos para Charlotte | Dados climatológicos para Charlotte | Dados climatológicos para Charlotte | Dados climatológicos para Charlotte |
| Mês                                            | Jan                                 | Fev                                 | Mar                                 | Abr                                 | Mai                                 | Jun                                 | Jul                                 | Ago                                 | Set                                 | Out                                 | Nov                                 | Dez                                 | Ano                                 |
| ---------------------------------------------- | ----------------------------------- | ----------------------------------- | ----------------------------------- | ----------------------------------- | ----------------------------------- | ----------------------------------- | ----------------------------------- | ----------------------------------- | ----------------------------------- | ----------------------------------- | ----------------------------------- | ----------------------------------- | ----------------------------------- |
| Temperatura máxima recorde (°C)                | 26                                  | 28                                  | 33                                  | 36                                  | 37                                  | 40                                  | 40                                  | 40                                  | 40                                  | 37                                  | 29                                  | 27                                  | 40                                  |
| Temperatura máxima média (°C)                  | 21,4                                | 23,1                                | 27,6                                | 29,9                                | 32,4                                | 34,8                                | 36,1                                | 35,6                                | 33,3                                | 29,8                                | 25,4                                | 21,8                                | 36,7                                |
| Temperatura média (°C)                         | 5,6                                 | 7,6                                 | 11,5                                | 16,2                                | 20,6                                | 24,8                                | 26,7                                | 25,9                                | 22,6                                | 16,6                                | 10,8                                | 7,1                                 | 16,3                                |
| Temperatura mínima média (°C)                  | −9,6                                | −7,1                                | −4,6                                | 0,5                                 | 6,3                                 | 13,1                                | 16,8                                | 15,6                                | 9,9                                 | 1,1                                 | −4,6                                | −6,9                                | −10,8                               |
| Temperatura mínima recorde (°C)                | −21                                 | −21                                 | −16                                 | −6                                  | 0                                   | 7                                   | 12                                  | 10                                  | 3                                   | −4                                  | −12                                 | −21                                 | −21                                 |
| Precipitação (mm)                              | 89                                  | 80                                  | 100                                 | 98                                  | 85                                  | 101                                 | 95                                  | 110                                 | 94                                  | 80                                  | 84                                  | 91                                  | 1 107                               |
| Queda de neve média (cm)                       | 4,1                                 | 2,8                                 | 0,76                                | 0,0                                 | 0,0                                 | 0,0                                 | 0,0                                 | 0,0                                 | 0,0                                 | 0,0                                 | 0,25                                | 1,0                                 | 8,9                                 |
| Dias com precipitação                          | 10,3                                | 9,7                                 | 10,2                                | 9,0                                 | 9,5                                 | 10,6                                | 10,5                                | 10,1                                | 7,7                                 | 7,1                                 | 8,1                                 | 9,6                                 | 112,4                               |
| Dias com neve (≥ 1 cm)                         | 0,9                                 | 0,5                                 | 0,2                                 | 0,0                                 | 0,0                                 | 0,0                                 | 0,0                                 | 0,0                                 | 0,0                                 | 0,0                                 | 0,0                                 | 0,3                                 | 1,9                                 |
| Umidade relativa (%)                           | 65,7                                | 61,8                                | 61,5                                | 59,3                                | 66,9                                | 69,6                                | 72,2                                | 73,5                                | 73,3                                | 69,9                                | 67,6                                | 67,3                                | 67,4                                |
| Insolação (h)                                  | 173,3                               | 180,3                               | 234,8                               | 269,6                               | 292,1                               | 289,2                               | 290,0                               | 272,9                               | 241,4                               | 230,5                               | 178,4                               | 168,5                               | 2 821                               |
| Fonte: NOAA (umidade relativa e sol 1961–1990) |                                     |                                     |                                     |                                     |                                     |                                     |                                     |                                     |                                     |                                     |                                     |                                     |                                     |

| Dados climatológicos para Raleigh              | Dados climatológicos para Raleigh | Dados climatológicos para Raleigh | Dados climatológicos para Raleigh | Dados climatológicos para Raleigh | Dados climatológicos para Raleigh | Dados climatológicos para Raleigh | Dados climatológicos para Raleigh | Dados climatológicos para Raleigh | Dados climatológicos para Raleigh | Dados climatológicos para Raleigh | Dados climatológicos para Raleigh | Dados climatológicos para Raleigh | Dados climatológicos para Raleigh |
| Mês                                            | Jan                               | Fev                               | Mar                               | Abr                               | Mai                               | Jun                               | Jul                               | Ago                               | Set                               | Out                               | Nov                               | Dez                               | Ano                               |
| ---------------------------------------------- | --------------------------------- | --------------------------------- | --------------------------------- | --------------------------------- | --------------------------------- | --------------------------------- | --------------------------------- | --------------------------------- | --------------------------------- | --------------------------------- | --------------------------------- | --------------------------------- | --------------------------------- |
| Temperatura máxima recorde (°C)                | 27                                | 29                                | 34                                | 35                                | 37                                | 41                                | 41                                | 41                                | 40                                | 38                                | 31                                | 27                                | 41                                |
| Temperatura máxima média (°C)                  | 22,2                              | 23,6                              | 27,6                              | 30,2                              | 32,9                              | 35,9                              | 36,8                              | 35,9                              | 33,5                              | 30,4                              | 25,8                              | 22,7                              | 37,6                              |
| Temperatura média (°C)                         | 5,5                               | 7,2                               | 11                                | 16                                | 20,4                              | 24,8                              | 26,9                              | 26                                | 22,6                              | 16,5                              | 10,8                              | 7                                 | 16,2                              |
| Temperatura mínima média (°C)                  | −10                               | −7,1                              | −4,6                              | 0,1                               | 6                                 | 12,3                              | 16,1                              | 14,8                              | 9,3                               | 0,7                               | −4,2                              | −6,7                              | −10,8                             |
| Temperatura mínima recorde (°C)                | −23                               | −19                               | −12                               | −5                                | 2                                 | 3                                 | 9                                 | 8                                 | 3                                 | −7                                | −12                               | −18                               | −23                               |
| Precipitação (mm)                              | 87                                | 71                                | 104                               | 90                                | 91                                | 99                                | 128                               | 120                               | 131                               | 86                                | 84                                | 86                                | 1 107                             |
| Queda de neve média (cm)                       | 3,6                               | 3,6                               | 0,76                              | 0,0                               | 0,0                               | 0,0                               | 0,0                               | 0,0                               | 0,0                               | 0,0                               | 0,25                              | 2,0                               | 13                                |
| Dias com precipitação                          | 10,1                              | 9,3                               | 10,7                              | 9,5                               | 9,9                               | 11,2                              | 11,7                              | 10,7                              | 9                                 | 7,6                               | 8,2                               | 9,7                               | 117,6                             |
| Dias com neve (≥ 1 cm)                         | 1,2                               | 1,2                               | 0,4                               | 0,0                               | 0,0                               | 0,0                               | 0,0                               | 0,0                               | 0,0                               | 0,0                               | 0,1                               | 0,5                               | 3,4                               |
| Umidade relativa (%)                           | 66,5                              | 64,1                              | 63                                | 61,7                              | 71,1                              | 73,6                              | 76                                | 77,9                              | 77,1                              | 73,3                              | 69,1                              | 68,5                              | 70,2                              |
| Insolação (h)                                  | 163,8                             | 173,1                             | 228,9                             | 250,7                             | 258,4                             | 267,7                             | 259,5                             | 239,6                             | 217,6                             | 215,4                             | 174                               | 157,6                             | 2 606,3                           |
| Fonte: NOAA (umidade relativa e sol 1961–1990) |                                   |                                   |                                   |                                   |                                   |                                   |                                   |                                   |                                   |                                   |                                   |                                   |                                   |